# Gregorio Bare
Gregorio Bare (19 de marzo de 1972, Colonia del Sacramento, Uruguay), es un ciclista uruguayo que corre por el Club Atlético Juventud de Las Piedras. 
Fue uno de los mejores velocistas de Uruguay en la década de 1990 y principios de los 2000, y ostenta el récord de victorias de etapa en la Vuelta Ciclista del Uruguay con 19 triunfos. Además de en ruta, destacó en pista, siendo varias veces campeón nacional y posee el récord nacional del km contrarreloj y velocidad.
Con la selección participó de Campeonatos y Juegos Panamericanos, siendo también olímpico en Atlanta 1996 y Sídney 2000
En 1999 consiguió tres medallas de oro en el Campeonato del Mundo B (amateur) que se disputó en Uruguay y fue distinguido con el Premio Charrúa de Oro como mejor deportista del año.
Abandonó la práctica activa y se alejó completamente del ciclismo en 2006, pero motivado por amigos y familiares decidió retornar en 2018, con 46 años de edad buscando un objetivo, ganar una etapa más en la Vuelta del Uruguay y redondear en 20 su récord. En diciembre de 2018 ganó las pruebas de velocidad y puntos del Campeonato Nacional de pista.

## Palmarés

### Ruta
1993
- 1 etapa Vuelta del Uruguay

1994
- 3 etapas Vuelta del Uruguay

1995
- 1 etapa Vuelta del Uruguay

1997
- 2 etapas de Rutas de América
- 2 etapas Vuelta del Uruguay

1999
- 1 etapa de Rutas de América
- 4 etapas Vuelta del Uruguay
- Campeonato del Mundo B

2000
- 3 etapas Vuelta del Uruguay

2001
- 5 etapas Rutas de América
- 2 etapas Vuelta del Uruguay

2002
- 2 etapas Rutas de América
- 3 etapas Vuelta del Uruguay

2003
- 2 etapas Rutas de América

2006
- 1 etapa de Rutas de América

### Pista
1999
- Campeonato del Mundo B, kilómetro contrarreloj
- Campeonato del Mundo B, velocidad individual